# トラペジウム

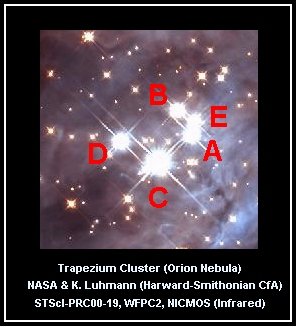
トラペジウム

星の位置

トラペジウム (英: Trapezium) は、オリオン大星雲中心部の星生成領域にある散開星団。名称はラテン語で台形を意味する。

## 概要
トラペジウム星団（オリオン・トラペジウム・クラスター）は、オリオン座にあるオリオン大星雲の中心に位置する星の密な散開星団である。ガリレオ・ガリレイによって発見された。1617年2月4日、ガリレオは3つの星（A、C、D）をスケッチしたが、周囲の星雲を見逃していた。 1673年に複数の観測者によって4つ目の構成要素（B）が確認され、その後、Eのようにさらにいくつかの構成要素が発見され、1888年までに合計8つの構成要素が発見された。その後、いくつかの星が二重星であることが判明した。アマチュア天文家の口径5インチ（127mm）程度の望遠鏡では、良好なシーイング条件下で6個の星を解像することができる。
現在では約300個の星からなる散開星団の大部分が宇宙塵に隠され、その一部分が見えていることが分かっている。
中でも明るい5つの星 (A～E) ) は約15～30太陽質量を持つ重い星である。これらは直径約1.5光年の範囲内にあり、オリオン大星雲を照らし出している。
通常の望遠鏡では台形を形作る4つの星を確認できる。4つの明るい星には赤経の順にA (6.73等) 、B (7.96等) 、C (5.13等) 、D (6.71等) の符号が付けられている。またAとBは食変光星である。
台形を形作る星団の中核メンバーから半径3.5パ－セク（11光年）の範囲には3500個の恒星が識別されており、そのうちおよそ半分が塵に遮られずに可視光で観測可能である。星団の中心部では恒星の数密度は1立方パーセク辺り4万個{以上にも達する。
星団には数十太陽質量から1太陽質量以下まで幅広い質量の恒星が含まれ、星団の総質量は少なくとも900太陽質量と推定されている。
星団内の半分の星には原始惑星系円盤が確認されている。加えて、星団内に褐色矮星や「逃走星(runaway star) 」と呼ばれる天球上で大きな固有運動を持つ恒星も確認されている。
トラペジウム星団はその規模の大きさ・太陽系から近い距離・年齢の若さから、恒星や惑星系の形成を研究する上で最良の観測場所とみなされている。
トラペジウムの赤外線画像は、周囲の塵の雲を透過しやすいため、より多くの恒星の位置が確認されている。

### ブラックホールの可能性
2012年に発表された論文では、太陽の100倍以上の質量を持つ中質量ブラックホールがトラペジウム星団内に存在する可能性が示唆されており、星団内の星の大きな速度分散を説明することができるとされている。

## 歴史
1617年2月7日のガリレオ・ガリレイによるスケッチにA、C、Dの三つの星を観測した記録が残っているのが最初の観測事例である。その後1673年にBが複数の観測者により発見され、4つの星による散開星団と考えられていた。
後に、1826年にE (10.5等) をフリードリッヒ・フォン・シュトルーベが口径9.5インチ反射望遠鏡を使用し発見、1830年にはJをジョン・ハーシェルが、1888年にはKをアルヴァン・クラークがリック天文台の口径36インチ望遠鏡を使用し発見、さらに同年同機器でH (16等) をエドワード・エマーソン・バーナードがそれぞれ発見している。